# أنا اللي أستاهل (فلم)
أنا اللي أستاهل هو فيلم دراما مصري من إخراج حسن الصيفي وبطولة سهير رمزي، حسن يوسف، محمد عوض، وحيد سيف ونادية عزت، صدر الفيلم في 16 أبريل 1984.

## نبذة
يطلق صلاح زوجته إلهام للمرة الثالثة رغم حبهما المتبادل بسبب غيرته الشديدة، إلا إنه يرغب في أن يردها، فيقع اختياره على السايس جمعة الأبله كمحلل، وتوافق إلهام على مضض. في الليلة التالية للزواج يرفض جمعة تطليقها، فيجن جنون صلاح، وخلال سفره للقاهرة لاستشارة محامي يلعب القمار ويخسر نقوده، وتُفاجأ إلهام أن جمعة يتظاهر بأنه أبله. وأنه كان محاميًا مشهورًا قبل أن يبدد ثروته بالقمار.

## طاقم العمل
- سهير رمزي بدور إلهام
- حسن يوسف بدور صلاح
- محمد عوض بدور جمعة
- وحيد سيف بدور بسيوني
- نادية عزت بدور فريدة

## وصلات خارجية
- مقالات تستعمل روابط فنية بلا صلة مع ويكي بيانات